# Galería Biosca
La  Galería Biosca fue una galería de arte contemporáneo de Madrid, fundada en 1940 por el pintor catalán y marchante de arte Aurelio Biosca. Muy activa en la posguerra española, estuvo vinculada a la Academia Breve de Crítica de Arte y se ha considerado uno de los principales focos de proyección del arte en la capital de España.

## Historia
Como una de las primeras galerías de Madrid, algunos críticos consideran a Aurelio Biosca «patriarca» de las galerías madrileñas y maestro de galeristas españoles. A ello contribuyó, sin duda, el que la galería fuese lugar de reunión de la Academia Breve de Crítica de Arte fundada por el filósofo y ensayista Eugenio d’Ors, reuniendo las exposiciones de los Salones de los Once y sus Exposiciones Antológicas.
Por sus salas ha pasado la obra de artistas representativos del panorama nacional que tuvieron en ella inmejorable foco de promoción. 
Así, fue una de las primeras galerías en exponer en Madrid obras del El Paso, la Escuela de Madrid, Antonio López García o Tàpies. 
Hasta los años sesenta, siguió la moda vanguardista, pero luego, el gusto de Aurelio Biosca se fue haciendo más conservador y dejaría de ser la "nave nodriza".
En 1958 Biosca contrató como directora de la galería a Juana Mordó que estuvo al frente de ella hasta 1963. En 1971 se hizo cargo de la dirección Leandro Navarro.
Tras el fallecimiento de su fundador, en 1996, la galería cerró sus puertas. El archivo de la galería fue donado por Luis Biosca, hijo y heredero de Aurelio Biosca al Museo Reina Sofía en cuyo Centro de Documentación y Biblioteca está depositado.

## Cincuenta años de arte
En 1998, dos años después del fallecimiento del fundador de la galería, el Ministerio de Educación y Cultura (España) montó la exposición antológica Aurelio Biosca y el Arte español. Javier Tusell, comisario de la exposición consideró que:

... la galería fue un órgano de difusión "de la cultura y de las artes plásticas y, de alguna manera, engendró otras galerías, puesto que por ella pasaron marchantes como Juana Mordó y Leandro Navarro".
Javier Tusell